# Amy Stiller
Pour les articles homonymes, voir Stiller.
Amy Stiller est une actrice et scénariste américaine, née le 9 août 1961 à New York.

## Biographie
Elle est la fille de l'acteur Jerry Stiller et de l'actrice Anne Meara. Son frère, Ben Stiller, est également acteur.

## Filmographie
- 1970 : Lune de miel aux orties (Lovers and Other Strangers) : Flower girl / Carol
- 1989 : That's Adequate : Jolene Lane
- 1989 : Elvis Stories : Checkout Girl
- 1989 : Embrasse-moi, vampire (Vampire's Kiss) : Theater Girl
- 1990 : Monsters (série télévisée)
- 1992 : Freefall : Emily
- 1992 : Bienvenue en enfer (Highway to Hell) : Cleopatra
- 1992 : The Ben Stiller Show (série télévisée) : The Bride of Frankenstein
- 1994 : Génération 90 (Reality Bites) : Psychic Phone Partner
- 1994 : New York, police judiciaire (saison 4, épisode 11) : Alison Thomas
- 1995 : The Cosby Mysteries (série télévisée) : Mona
- 1996 : En route vers Manhattan (The Daytrippers) : Amy Corinne Fairbright-Lebow
- 1996 : Disjoncté (The Cable Guy) de Ben Stiller : Steven's Secretary
- 1998 : Southie
- 1999 : New York, police judiciaire (saison 9, épisode 14) : la serveuse
- 2000 : The Independent : Dr. Rosaria Mclesh
- 2000 : The Visit (en) de Jordan Walker-Pearlman (en) : Julie Bronsky
- 2000 : My 5 Wives : Vegas Divorcee #2
- 2001 : Chump Change : Cherri Contrary
- 2001 : Zoolander : Hansel's Posse Member
- 2001 : New York 911 (Third Watch) (série télévisée) : Marjorie
- 2003 : Crooked Lines : Director
- 2004 : The Reunion : Angie
- 2004 : Dodgeball ! Même pas mal ! (Dodgeball: A True Underdog Story) : Keno Waitress
- 2007 : Un gars du Queens (The King of Queens) (série télévisée) : Gloria
- 2010 : Bored to Death (série télévisée) : une femme
- 2010 : Mon beau-père et nous (Little Fockers) : Kristen
- 2011 : Let Go de Brian Jett
- 2013 : La Vie rêvée de Walter Mitty : la mère de l'ami de Rich
- 2020 : New York, unité spéciale (saison 22, épisode 3) : Sœur Vita